# Бриџпорт (Оклахома)
Бриџпорт (енгл. Bridgeport) град је у америчкој савезној држави Оклахома.

## Демографија
По попису из 2010. године број становника је 116, што је 7 (6,4%) становника више него 2000. године.
| Група             | 2000.      | 2010.      |
| Белци             | 98 (89,9%) | 93 (80,2%) |
| Афроамериканци    | 0 (0,0%)   | 0 (0,0%)   |
| Азијати           | 2 (1,8%)   | 1 (0,9%)   |
| Хиспаноамериканци | 0 (0,0%)   | 8 (6,9%)   |
| Укупно            | 109        | 116        |